# Wijkia carlottae
Wijkia carlottae är en bladmossart som beskrevs av H. Crum 1971. Wijkia carlottae ingår i släktet Wijkia och familjen Sematophyllaceae. Inga underarter finns listade i Catalogue of Life.